# Mazraat Beit Jinn
Mazraat Beit Jen (tiếng Ả Rập: مزرعة بيت جن), còn được gọi là Mazraat Beit Jinn hoặc Mazraat Bayt Jinn, là một ngôi làng Syria ở huyện Qatana của Tỉnh Rif Dimashq. Theo Cục Thống kê Trung ương Syria (CBS), Mazraat Beit Jen có dân số 5.073 trong cuộc điều tra dân số năm 2004.
Các địa phương lân cận bao gồm Beit Jinn ở phía tây, Arnah ở phía tây bắc, Darbal ở phía bắc, Hinah ở phía bắc-đông bắc, Maghar al-Mir ở phía đông, Harfa ở phía nam và Hader ở phía tây nam.